# Martin Jiránek
Martin Jiránek (geboren op 25 mei 1979 in Praag ) is een voormalig Tsjechisch voetballer die speelde als verdediger en speelde in de topdivisie van verschillende landen. Jiránek speelde in een aantal internationale toernooien voor zijn land en was goed voor 31 interlands. In 2002 maakte hij deel uit van de Tsjechische onder 21-ploeg die het Europees kampioenschap voetbal onder 21 wonnen in Zwitserland. Hij speelde vervolgens met de nationale ploeg op Euro 2004 en het WK 2006.

## Carrière

### Club

#### Jeugd
Jiránek begon zijn professionele carrière in 1997 voor Bohemians Praag, hij maakte er 55 optredens, voordat hij in 1999 naar FC Slovan Liberec vertrok. Hij speelde bij Slovan 32 wedstrijden en hielp om de Tsjechische beker te winnen in het seizoen 1999/2000.

#### Reggina
In 2001 verhuisde Jiranek naar de Italiaanse Serie B ploeg Reggina . In zijn tijd bij Reggina zou Jiranek 100 competitiewedstrijden verschijnen,  om Reggina te helpen promotie te maken naar de Serie A in het seizoen 2001/02.

#### Spartak Moskou
Spartak Moskou haalde Jiránek in 2004 voor € 4,7 miljoen weg van Reggina. Jiránek debuteerde tegen FC Lokomotiv Moskou . Jiránek stond zes jaar regelmatig in de basis. Jiránek was de aanvoerder van het team in 2009–2010.

#### Birmingham City
Op 31 augustus 2010 verhuisde hij naar de Engelse Premier League- club Birmingham City, waar hij een deal voor een jaar tekende nadat hij aanbiedingen van verschillende clubs had afgewezen. Jiránek debuteerde bij de eerste elf voor de derde ronde in de League Cup tegen MK Dons, en had een goede kans om te scoren toen Birmingham met 3-1 won. Nadat Scott Dann geblesseerd was in de eerste wedstrijd van de halve finale van de League Cup tegen West Ham United, werd Jiránek een reguliere starter en hij stond in de eerste elf toen Birmingham favoriet Arsenal 2-1 versloeg in de League Cup-finale in Wembley Stadium . Een teenblessure die uiteindelijk een operatie vereiste, verstoorde het laatste deel van zijn seizoen, en na de degradatie van Birmingham uit de Premier League, verwierp hij de optie om bij te tekenen bij de club.

#### Terek Grozny
In juli 2011 tekende Jiránek een tweejarig contract met de Russische Premier League- club Terek Grozny. In zijn tweede seizoen bij de club scoorde hij een doelpunt vanaf 45 meter in de League Cup.

### Internationaal
Jiránek maakte deel uit van de Tsjechische ploeg die de UEFA U-21 kampioenschappen in 2002 won. Hij maakte zijn senior internationale debuut tegen Polen in 2002. Jiránek's eerste grote internationale toernooi was Euro 2004, waar hij 4 wedstrijden speelde voordat hij uit viel in de halve finale met een dijblessure. Hij werd ook geselecteerd in de Tsjechische ploeg voor het WK 2006, maar ondanks het spelen van 5 kwalificatiewedstrijden, verscheen hij niet in de finale. Hij speelde 5 kwalificatiewedstrijden voor Euro 2008, maar werd niet geselecteerd in de Tsjechische ploeg vanwege een enkelblessure. Zijn 31e (en met ingang van februari 2011, laatste) was in maart 2007, tegen Duitsland - waarna hij een boete kreeg voor zijn betrokkenheid bij een controversieel verjaardagsfeest.

## Carrière statistieken

### Club
| Club            | Seizoen         | Liga                     | Liga | Liga  | Nationale Beker | Nationale Beker | League Cup | League Cup | Continentaal | Continentaal | anders | anders | Totaal | Totaal |
| Club            | Seizoen         | Divisie                  | Apps | Goals | Apps            | Goals           | Apps       | Goals      | Apps         | Goals        | Apps   | Goals  | Apps   | Goals  |
| --------------- | --------------- | ------------------------ | ---- | ----- | --------------- | --------------- | ---------- | ---------- | ------------ | ------------ | ------ | ------ | ------ | ------ |
| Spartak Moskou  | 2004            | Russische Premier League | 12   | 0     |                 |                 | -          | -          | -            | -            | -      | -      | 12     | 0      |
| Spartak Moskou  | 2005            | Russische Premier League | 22   | 0     |                 |                 | -          | -          | -            | -            | -      | -      | 22     | 0      |
| Spartak Moskou  | 2006            | Russische Premier League | 26   | 2     | 4               | 0               | -          | -          | 10           | 0            | -      | -      | 30     | 2      |
| Spartak Moskou  | 2007            | Russische Premier League | 11   | 0     | 3               | 0               | -          | -          | -            | -            | 1      | 0      | 15     | 0      |
| Spartak Moskou  | 2008            | Russische Premier League | 26   | 0     | 0               | 0               | -          | -          | 7            | 0            | -      | -      | 26     | 0      |
| Spartak Moskou  | 2009            | Russische Premier League | 29   | 1     | 2               | 0               | -          | -          | -            | -            | -      | -      | 31     | 1      |
| Spartak Moskou  | 2010            | Russische Premier League | 10   | 1     | 0               | 0               | -          | -          | -            | -            | -      | -      | 10     | 1      |
| Spartak Moskou  | Totaal          | Totaal                   | 136  | 4     | 9               | 0               | -          | -          | 17           | 0            | 1      | 0      | 163    | 4      |
| Birmingham City | 2010-11         | Premier League           | 10   | 0     | 3               | 0               | 3          | 0          | -            | -            | -      | -      | 16     | 0      |
| Terek Grozny    | 2011-12         | Russische Premier League | 22   | 0     | 2               | 0               | -          | -          | -            | -            | -      | -      | 24     | 0      |
| Terek Grozny    | 2012-13         | Russische Premier League | 25   | 1     | 2               | 0               | -          | -          | -            | -            | -      | -      | 27     | 1      |
| Terek Grozny    | 2013-14         | Russische Premier League | 0    | 0     | 0               | 0               | -          | -          | -            | -            | -      | -      | 0      | 0      |
| Terek Grozny    | Totaal          | Totaal                   | 45   | 1     | 4               | 0               | -          | -          | -            | -            | -      | -      | 49     | 1      |
| Tom Tomsk       | 2013-14         | Russische Premier League | 20   | 0     | 0               | 0               | -          | -          | -            | -            | 2      | 0      | 22     | 0      |
| Tom Tomsk       | 2014-15         | Russische Nationale Liga | 21   | 0     | 0               | 0               | -          | -          | -            | -            | -      | -      | 21     | 0      |
| Tom Tomsk       | 2015-16         | Russische Nationale Liga | 31   | 0     | 0               | 0               | -          | -          | -            | -            | -      | -      | 31     | 0      |
| Tom Tomsk       | Totaal          | Totaal                   | 72   | 0     | 0               | 0               | -          | -          | -            | -            | 2      | 0      | 74     | 0      |
| 1. FK Příbram   | 2016-17         | 1. liga                  | 21   | 1     | 0               | 0               | -          | -          | -            | -            | -      | -      | 21     | 1      |
| FK Dukla Praag  | 2017-18         | 1. liga                  | 27   | 0     | 0               | 0               | -          | -          | -            | -            | -      | -      | 27     | 0      |
| Carrière totaal | Carrière totaal | Carrière totaal          | 311  | 6     | 16              | 0               | 3          | 0          | 17           | 0            | 3      | 0      | 350    | 6      |

### Internationaal
| Tsjechië | Tsjechië | Tsjechië |
| Jaar     | Apps     | Goals    |
| -------- | -------- | -------- |
| 2002     | 3        | 0        |
| 2003     | 3        | 0        |
| 2004     | 10       | 0        |
| 2005     | 4        | 0        |
| 2006     | 8        | 0        |
| 2007     | 3        | 0        |
| Totaal   | 31       | 0        |

Statistieken nauwkeurig vanaf wedstrijd gespeeld op 28 maart 2007 

## Erelijst
Slovan Liberec
- Tsjechische beker : 1999-2000

Birmingham City
- Football League Cup : 2010-11